# Spanische Partie
Die Spanische Partie (oder Spanisch) ist eine häufig gespielte Schacheröffnung.
Sie beginnt mit den Zügen:
1. e2–e4 e7–e5
2. Sg1–f3 Sb8–c6
3. Lf1–b5
Die Spanische Partie gehört zu den Offenen Spielen.

## Grundidee
Die Grundidee von 3. Lf1–b5 ist es, zunächst mit der kurzen Rochade die Entwicklung des Königsflügels zu vollenden und dann entweder mit Lb5xc6 fortzufahren oder mit d2–d4 das Zentrum zu öffnen.
Nach 4. Lb5xc6 d7xc6 sollte 5. Sf3xe5 nicht gespielt werden, da der Zug Dd8–d4 folgt, der den Bauern wieder zurückgewinnt und Weiß zum Beispiel nach 6. Se5–f3 Dd4xe4 an der Rochade hindert. Das spielt in der Abtauschvariante eine große Rolle und ist die Rechtfertigung für 3. … a7–a6, das von Paul Morphy popularisiert wurde. 4. Lb5–a4 blieb bis heute die Hauptvariante.
Der Damenspringer bleibt oft zunächst auf b1, so dass Weiß auch die Option hat, sein Vorgehen im Zentrum mit c2–c3 vorzubereiten. Seinen e-Bauern kann Weiß nach der Rochade bei Bedarf mit Tf1–e1 decken. Wird der Läufer auf b5 mit a7–a6 angegriffen, zieht er sich meist nach a4 und bei weiterer Verfolgung mit b7–b5 nach b3 zurück. Er besetzt dort die wichtige Diagonale a2–g8.
Gegenüber der Italienischen Partie hat Weiß dann den Vorteil, dass der Läufer auf b3 weniger exponiert steht als auf c4 und dass Schwarz mit a7–a6 und b7–b5 seinen Damenflügel geschwächt hat. Das ermöglicht Weiß Gegenspiel am Damenflügel durch den Bauernhebel a2–a4, um die a-Linie für den Turm a1 zu öffnen.

## Geschichte
Erstmals beschrieben wurde die Spanische Partie in der frühneuzeitlichen Göttinger Handschrift. Die Namensgebung geht auf den spanischen Priester Ruy López de Segura zurück, der im Jahre 1561 ein detailliertes Buch über sein Studium dieser Schacheröffnung präsentierte. Nach ihm wird die Zugfolge (hauptsächlich) im englischen Sprachraum Ruy-Lopez-Eröffnung genannt.
Ende des 19. Jahrhunderts etablierte sie sich im Meisterschach als beliebteste Eröffnung nach den Zügen 1. e2–e4 e7–e5 und behielt diese Rolle bis heute bei. Zu den ältesten Abspielen zählen die Steinitz-Verteidigung, die Berliner Verteidigung und die Offene Verteidigung. Die Geschlossene Verteidigung erreichte ihren heutigen Popularitätsstand erst Mitte des 20. Jahrhunderts.
Aufgrund ihrer langen Geschichte und Prominenz sowie ihrer strategischen Komplexität gehört die Spanische Partie neben der Sizilianischen Verteidigung und dem Damengambit zu den am besten untersuchten Eröffnungen des Schachspiels.

## Hauptsysteme
Die am häufigsten gespielten Systeme der Spanischen Partie sind die geschlossene Verteidigung, die offene Verteidigung, die Berliner Verteidigung und die moderne Variante.

### Geschlossene Verteidigung
|   | a | b | c | d | e | f | g | h |   |
| 8 |   |   |   |   |   |   |   |   | 8 |
| 7 |   |   |   |   |   |   |   |   | 7 |
| 6 |   |   |   |   |   |   |   |   | 6 |
| 5 |   |   |   |   |   |   |   |   | 5 |
| 4 |   |   |   |   |   |   |   |   | 4 |
| 3 |   |   |   |   |   |   |   |   | 3 |
| 2 |   |   |   |   |   |   |   |   | 2 |
| 1 |   |   |   |   |   |   |   |   | 1 |
|   | a | b | c | d | e | f | g | h |   |

Die Geschlossene Verteidigung nach 9. h2–h3
Die Geschlossene Verteidigung der Spanischen Partie beginnt mit den Zügen
3. … a7–a6
4. Lb5–a4 Sg8–f6
5. 0–0 Lf8–e7
Schwarz macht sich zunutze, dass das sofortige 6. d2–d4 noch nicht den gewünschten Effekt hat, da Weiß 6. … e5xd4 nicht mit 7. Sf3xd4 fortsetzen darf, er würde nämlich nach 7. … Sc6xd4 8. Dd1xd4 b7–b5 9. La4–b3 c7–c5 nebst c5–c4 eine Figur verlieren. Dennoch ist 6. d2–d4 spielbar, ebenso 6. Dd1–e2. Die Hauptfortsetzung ist aber
6. Tf1–e1
Ebenso wie nach 6. d2–d3 droht Weiß jetzt, mit 7. La4xc6 nebst 8. Sf3xe5 einen Bauern zu gewinnen. Schwarz reagiert meist mit
6. … b7–b5
7. La4–b3 d7–d6
Möglich ist stattdessen auch 7. … 0–0, mit der Idee, nach 8. c2–c3 mit d7–d5 einen Bauern zu opfern (Marshall-Gambit). Da 8. d2–d4 hier immer noch die oben beschriebenen Probleme mit sich bringen würde, setzt Weiß hier mit
8. c2–c3 0–0
fort. Hier würde Weiß nach 9. d2–d4 Lc8–g4 keine Möglichkeit haben, die Zentrumsspannung aufrechtzuerhalten. Obwohl 9. d2–d4 spielbar ist, bereitet Weiß diesen Zug in der Regel noch mit
9. h2–h3
vor. Die dann entstandene Stellung wird als eigentliche Ausgangsstellung der geschlossenen Verteidigung angesehen. Schwarz hat hier zahlreiche gut spielbare Möglichkeiten, z. B. 9. … Sc6–a5 10. Lb3–c2 c7–c5, 9. … Sc6–b8 10. d2–d4 Sb8–d7, 9. … Sf6–d7 oder 9. … Lc8–b7 10. d2–d4 Tf8–e8. Alle diese Systeme wurden in der Großmeisterpraxis häufig gespielt und sind eingehend analysiert.

### Offene Verteidigung
|   | a | b | c | d | e | f | g | h |   |
| 8 |   |   |   |   |   |   |   |   | 8 |
| 7 |   |   |   |   |   |   |   |   | 7 |
| 6 |   |   |   |   |   |   |   |   | 6 |
| 5 |   |   |   |   |   |   |   |   | 5 |
| 4 |   |   |   |   |   |   |   |   | 4 |
| 3 |   |   |   |   |   |   |   |   | 3 |
| 2 |   |   |   |   |   |   |   |   | 2 |
| 1 |   |   |   |   |   |   |   |   | 1 |
|   | a | b | c | d | e | f | g | h |   |

Die offene Variante nach 8. … Lc8–e6
Die Fortsetzung
3. … a7–a6
4. Lb5–a4 Sg8–f6
5. 0–0 Sf6xe4
führt zur Offenen Verteidigung, deren wichtigste Stellung nach den weiteren Zügen
6. d2–d4 b7–b5
7. La4–b3 d7–d5
8. d4xe5 Lc8–e6
entsteht. Hier sind folgende strategische Elemente von Bedeutung:
- Schwarz hat einen Zentralspringer auf e4, der aber nicht dauerhaft gehalten werden kann, denn Weiß kann ihn durch c2–c3, Sb1–d2 und Lb3–c2 zum Abtausch oder Rückzug zwingen. Andererseits kann Schwarz versuchen, die momentan aktive Stellung dieses Springers zu taktischen Operationen auszunutzen.
- Die schwarze Damenflügelstruktur ist etwas unharmonisch. Schwarz möchte die Lücke in seiner Bauernphalanx gerne durch c7–c5 schließen; hierzu steht ihm aber der eigene Springer c6 im Weg.
- Der Bauer e5 gibt Weiß einerseits eine Bauernmehrheit und damit Angriffsaussichten am Königsflügel, andererseits kann Schwarz diesen vorgeschobenen Bauern auch angreifen oder mit f7–f6 zum Abtausch zwingen.

In den 1960er Jahren bekämpfte man die Offene Verteidigung hauptsächlich mit der Keres-Variante 9. Dd1–e2. Später gab man wieder dem klassischen Zug 9. c2–c3 den Vorzug. Seit den 1990er Jahren gilt 9. Sb1–d2 als der für Schwarz gefährlichste Zug. Daneben ist auch das Vorgehen mit 9. Lc1–e3 gebräuchlich.
Eines der zahlreichen komplexen Abspiele ist der Dilworth-Angriff, der nach 9. c2–c3 Lf8–c5 10. Sb1–d2 0–0 11. Lb3–c2 Se4xf2 entsteht.
Die Offene Verteidigung wurde Anfang des 20. Jahrhunderts von Siegbert Tarrasch empfohlen. José Raúl Capablanca hielt sie für minderwertig, da Weiß eine Bauernmehrheit am Königsflügel erhält, während die schwarze Damenflügelmehrheit blockiert werden könne. Dennoch ist sie bis heute in der Großmeisterpraxis anzutreffen. Viktor Kortschnoi hat sie in seinen beiden Weltmeisterschaftskämpfen gegen Anatoli Karpow mehrmals angewandt. Dabei wurde erstmals Saizews Springeropfer (9. Sb1–d2 Se4–c5 10. c2–c3 d5–d4 11. Sf3–g5) präsentiert. Einen erneuten Rückschlag erlitt die Offene Verteidigung bei der Schachweltmeisterschaft 1995, als Garri Kasparow mit den weißen Steinen gegen Viswanathan Anand eine Glanzpartie (mit Saizews Springeropfer) gewann.

### Berliner Verteidigung
Die Berliner Verteidigung wird durch den dritten schwarzen Zug 3. … Sg8–f6 charakterisiert.

### Moderne Variante
|   | a | b | c | d | e | f | g | h |   |
| 8 |   |   |   |   |   |   |   |   | 8 |
| 7 |   |   |   |   |   |   |   |   | 7 |
| 6 |   |   |   |   |   |   |   |   | 6 |
| 5 |   |   |   |   |   |   |   |   | 5 |
| 4 |   |   |   |   |   |   |   |   | 4 |
| 3 |   |   |   |   |   |   |   |   | 3 |
| 2 |   |   |   |   |   |   |   |   | 2 |
| 1 |   |   |   |   |   |   |   |   | 1 |
|   | a | b | c | d | e | f | g | h |   |

Die moderne Variante nach 6. … Lf8–c5
Die moderne Variante ist seit den 1990er Jahren populär geworden. Sie entsteht nach folgenden Zügen:
3. … a7–a6
4. Lb5–a4 Sg8–f6
5. 0–0 b7–b5
6. La4–b3 Lf8–c5
und ist mit der Möller-Variante 3. … a7–a6 4. Lb5–a4 Sg8–f6 5. 0–0 Lf8–c5 verwandt.

## Andere Systeme
Falls Schwarz 3. … a7–a6 spielt, kann Weiß, wenn er die Hauptsysteme vermeiden will, mit 4. Lb5xc6 zur Abtauschvariante greifen. Mit oder ohne 3. … a7–a6 verfügt Schwarz neben den Hauptsystemen über zahlreiche andere gut spielbare Möglichkeiten, seine Entwicklung fortzusetzen.

### Abtausch-Variante und Verzögerte Abtauschvariante
Die Abtausch-Variante entsteht nach der Zugfolge:
3. … a7–a6
4. Lb5xc6

### Archangelsker Variante
|   | a | b | c | d | e | f | g | h |   |
| 8 |   |   |   |   |   |   |   |   | 8 |
| 7 |   |   |   |   |   |   |   |   | 7 |
| 6 |   |   |   |   |   |   |   |   | 6 |
| 5 |   |   |   |   |   |   |   |   | 5 |
| 4 |   |   |   |   |   |   |   |   | 4 |
| 3 |   |   |   |   |   |   |   |   | 3 |
| 2 |   |   |   |   |   |   |   |   | 2 |
| 1 |   |   |   |   |   |   |   |   | 1 |
|   | a | b | c | d | e | f | g | h |   |

Die Archangelsker Variante nach 6. … Lc8–b7
Die Archangelsker Variante (C78) entsteht nach den Zügen:
3. … a7–a6
4. Lb5–a4 Sg8–f6
5. 0–0 b7–b5
6. La4–b3 Lc8–b7
Die Archangelsker Variante wurde von sowjetischen Eröffnungstheoretikern in Archangelsk erfunden und führt oft zu scharfen Positionen. Weiß hat einige Optionen, darunter den Aufbau eines idealen Bauernzentrums mit c2–c3 und d2–d4, die Verteidigung des e-Bauern mit Tf1–e1 oder eine einfachere, schnellere Figurenentwicklung. Verwandt ist auch die Moderne Variante 6. … Lf8–c5, welche frühes Gegenspiel im Zentrum verspricht.

### Spasski-Variante
3. … a7–a6
4. Lb5–a4 Sg8–f6
5. Sb1–c3
Diese klassische direkte Deckung, in neuerer Zeit gelegentlich von Spasski praktiziert, blickt auch auf d5.
Nach b7–b5 6. La4–b3 Lf8–e7 7. d2–d3 d7–d6 8. a2–a3 0–0 9. Sc3–d5 will Weiß mit Sd5xe7 das Läuferpaar erobern.

### Steinitz-Verteidigung
|   | a | b | c | d | e | f | g | h |   |
| 8 |   |   |   |   |   |   |   |   | 8 |
| 7 |   |   |   |   |   |   |   |   | 7 |
| 6 |   |   |   |   |   |   |   |   | 6 |
| 5 |   |   |   |   |   |   |   |   | 5 |
| 4 |   |   |   |   |   |   |   |   | 4 |
| 3 |   |   |   |   |   |   |   |   | 3 |
| 2 |   |   |   |   |   |   |   |   | 2 |
| 1 |   |   |   |   |   |   |   |   | 1 |
|   | a | b | c | d | e | f | g | h |   |

Die Steinitz-Verteidigung nach 3. … d7–d6
Die Steinitz-Verteidigung oder auch Alte Steinitz-Verteidigung der Spanischen Partie entsteht nach den Zügen:
1. e2–e4 e7–e5
2. Sg1–f3 Sb8–c6
3. Lf1–b5 d7–d6
Die Steinitz-Verteidigung wird in den ECO-Codes unter den Schlüsseln C62 und C66 klassifiziert.
Die Steinitz-Verteidigung gilt als sehr solide, aber auch als passiv und beengt. Obwohl sie vom ersten Schachweltmeister Wilhelm Steinitz mit Vorliebe angewandt wurde und auch später von den Weltmeistern und Verteidigungsexperten Emanuel Lasker, José Raúl Capablanca und Wassili Wassiljewitsch Smyslow gespielt worden ist, wird sie heute nur selten angewandt.
Denn Weiß kann Schwarz mittels 4. d2–d4 zwingen, das Zentrum demnächst durch e5xd4 aufzugeben, was ein Zugeständnis darstellt. Dann entsteht nämlich das sogenannte „kleine Zentrum“. Im Gegensatz zum „großen Zentrum“ stehen hier nur die Bauern e4 und d6 auf den Zentrumslinien. Die Tarrasch-Falle und die Ukrainische Unsterbliche sind Beispielpartien. 4. … Lc8–d7 5. Sb1–c3 e5xd4 6. Sf3xd4 g7–g6 nebst Lf8–g7 ist ein moderner Versuch.
Auf sofortiges e5xd4 kann Weiß durch 5. Dd1xd4 (Lc8–d7 6. Lb5xc6 Ld7xc6 7. Sb1–c3 ergibt Adams – Torre, New Orleans 1920) und auf 4. … Lc8–d7 5. Sb1–c3 Sg8–f6 durch das Nimzowitsch zugesprochene 6. Lb5xc6 Ld7xc6 7. Dd1–d3 e5xd4 8. Sf3xd4 seine lange Rochade anstreben. Die verzögerte Variante dieser Verteidigung (die Moderne Steinitz-Verteidigung) mit dem Einschub 3. … a7–a6 4. Lb5–a4 d7–d6 bietet Schwarz bessere Chancen und ist populärer.
Der Umweg 3. Lf1–b5 Sg8–f6 4. 0–0 d7–d6 über die Berliner Verteidigung vermeidet Varianten mit weißer 0–0–0. Diese Zugfolge wird deshalb „Verbesserte Steinitz-Verteidigung“ genannt. Eine Beispielpartie ist Capablanca – Bernstein, San Sebastián 1911.

### Moderne Steinitz-Verteidigung
|   | a | b | c | d | e | f | g | h |   |
| 8 |   |   |   |   |   |   |   |   | 8 |
| 7 |   |   |   |   |   |   |   |   | 7 |
| 6 |   |   |   |   |   |   |   |   | 6 |
| 5 |   |   |   |   |   |   |   |   | 5 |
| 4 |   |   |   |   |   |   |   |   | 4 |
| 3 |   |   |   |   |   |   |   |   | 3 |
| 2 |   |   |   |   |   |   |   |   | 2 |
| 1 |   |   |   |   |   |   |   |   | 1 |
|   | a | b | c | d | e | f | g | h |   |

Die Moderne Steinitz-Verteidigung nach 4. … d7–d6
Die Moderne Steinitz-Verteidigung (auch verzögerte Steinitz-Verteidigung oder Neo-Steinitz-Verteidigung) (C72–C76) entsteht nach den Zügen:
3. … a7–a6
4. Lb5–a4 d7–d6
Im Gegensatz zur Alten Steinitz-Verteidigung schaltet Schwarz das Zugpaar 3. … a7–a6 4. Lb5–a4 ein, bevor er 4. … d7–d6 spielt. Die Möglichkeit der Blockade der Fesselung des Springers auf c6 durch ein zeitiges ...b7–b5 gibt Schwarz mehr Freiheit als in der Alten Steinitz-Verteidigung. Insbesondere in der Alten Steinitz-Verteidigung kann Weiß Schwarz praktisch zwingen, das Zentrum mittels ...exd4 aufzugeben, aber in der Modernen Steinitz-Verteidigung kann Schwarz das Zentrum halten, wenn er will. Die meisten der plausiblen Züge für Weiß sind hier spielbar, 5. c2–c3, 5. c2–c4, 5. La4xc6+, 5. d2–d4 und 5. 0–0 eingeschlossen.
Die überaus scharfe Siesta-Variante entsteht nach 5. c2–c3 f7–f5, während ein positionell geprägtes Spiel von dem ruhigeren 5. c2–c3 Lc8–d7 6. d2–d4 ausgeht. Das Spiel ist auch scharf nach 5. La4xc6+ b7xc6 6. d2–d4 oder 5. 0–0 Lc8–g4 6. h2–h3 h7–h5. Die älteren Varianten starten mit 5. c2–c4 oder 5. d2–d4 und sind nicht so gefährlich für Schwarz. Nach 5. d2–d4 muss sich Weiß außerdem vor einer bekannten Eröffnungsfalle hüten, der Arche-Noah-Falle.
Bisweilen schiebt Schwarz vor d7–d6 noch die Züge 4. … Sg8–f6 5. 0–0 ein, was von einigen Autoren als Russische Variante bezeichnet wird. Dies kann es Schwarz ermöglichen, einige Varianten aus der Modernen Steinitz-Verteidigung zu vermeiden, in denen Weiß lang rochiert. Andererseits hindert die Position des Springers auf f6 Schwarz daran, das Zentrum mit f7–f6 zu unterstützen. Michail Tschigorin spielte die Russische Variante in den 1890er-Jahren, und später wurde sie auch von Akiba Rubinstein angewandt. Der letzte bemerkenswerte Gebrauch der Russischen Variante war in den 1950er Jahren, als sie von einigen russischen Meistern gespielt wurde.
Eine weitere Abwandlung ist die Awerbach-Variante.

### Jänisch-Gambit
|   | a | b | c | d | e | f | g | h |   |
| 8 |   |   |   |   |   |   |   |   | 8 |
| 7 |   |   |   |   |   |   |   |   | 7 |
| 6 |   |   |   |   |   |   |   |   | 6 |
| 5 |   |   |   |   |   |   |   |   | 5 |
| 4 |   |   |   |   |   |   |   |   | 4 |
| 3 |   |   |   |   |   |   |   |   | 3 |
| 2 |   |   |   |   |   |   |   |   | 2 |
| 1 |   |   |   |   |   |   |   |   | 1 |
|   | a | b | c | d | e | f | g | h |   |

Das Jänisch-Gambit nach 3. … f7–f5
Das Jänisch-Gambit (ECO-Code: C63) entsteht nach den Zügen:
1. e2–e4 e7–e5
2. Sg1–f3 Sb8–c6
3. Lf1–b5 f7–f5
Das Jänisch-Gambit ist eine sehr scharfe Variante, in der Schwarz versucht, die f-Linie für den Angriff zu öffnen und das stärkere Bauernzentrum zu erlangen. Dabei opfert er meistens ein bis zwei Bauern. Obwohl das Gambit von vielen Schachspielern als ziemlich zweifelhaft empfunden wird, ist es noch nicht widerlegt worden, und es wird gelegentlich sogar von Großmeistern als Überraschungswaffe genutzt. Die direkte Annahme des Bauernopfers 4. e4xf5 erwidert Schwarz mit sofortigem e5–e4. Die Fesselung dieses Vorstoßes durch 5. Dd1–e2 wird durch Dd8–e7 aufgehoben. Für das aktive Fluchtfeld d4 ist nun der Abtausch 6. Lb5xc6 vorgegeben.
Das von Eduard Dyckhoff empfohlene 4. Sb1–c3 ist die Hauptvariante. Das schwarze Bauernzentrum nach f5xe4 5. Sc3xe4 d7–d5 stößt auf das Opfer 6. Sf3xe5 d5xe4 7. Se5xc6.
Eng verwandt mit dem Jänisch-Gambit ist die Schliemann-Verteidigung (auch Cordel-Gambit genannt), bei der das Zugpaar 3. … Lf8–c5 4. c2–c3 vor 4. … f7–f5!? eingeschoben wird. In Wirklichkeit ist diese Variante, die Adolph Schliemann in den 1860er Jahren spielte, eine Gambitvariante der Cordel-Verteidigung (ECO-Code C64).

### Norwegische Verteidigung
|   | a | b | c | d | e | f | g | h |   |
| 8 |   |   |   |   |   |   |   |   | 8 |
| 7 |   |   |   |   |   |   |   |   | 7 |
| 6 |   |   |   |   |   |   |   |   | 6 |
| 5 |   |   |   |   |   |   |   |   | 5 |
| 4 |   |   |   |   |   |   |   |   | 4 |
| 3 |   |   |   |   |   |   |   |   | 3 |
| 2 |   |   |   |   |   |   |   |   | 2 |
| 1 |   |   |   |   |   |   |   |   | 1 |
|   | a | b | c | d | e | f | g | h |   |

Die Norwegische Verteidigung nach 5. … Sc6–a5
Die Norwegische Verteidigung oder Flügelvariante entsteht nach der Zugfolge:
3. … a7–a6
4. Lb5–a4 b7–b5
5. La4–b3 Sc6–a5
Die Norwegische Verteidigung ist eine aggressive, aber etwas zeitraubende Alternative für Schwarz, mit dem Ziel, den weißfeldrigen weißen Läufer frühzeitig abzutauschen. Mit 6. Lb3xf7+?! und nachfolgendem Sf3xe5+ kann Weiß nun ein spekulatives Figurenopfer für zwei Bauern bringen, was dem schwarzen König die Rochade zerstört. Aber mit akkuratem Spiel ist es Schwarz möglich, seine Stellung zu konsolidieren und die Mehrfigur zu behaupten. Die Norwegische Verteidigung ist seit den 1880ern bekannt und wurde von Carl Schlechter im Jahre 1901 wieder eingeführt. In jüngerer Zeit wurde sie von norwegischen Meistern häufig angewandt.

### Fianchetto-Variante
|   | a | b | c | d | e | f | g | h |   |
| 8 |   |   |   |   |   |   |   |   | 8 |
| 7 |   |   |   |   |   |   |   |   | 7 |
| 6 |   |   |   |   |   |   |   |   | 6 |
| 5 |   |   |   |   |   |   |   |   | 5 |
| 4 |   |   |   |   |   |   |   |   | 4 |
| 3 |   |   |   |   |   |   |   |   | 3 |
| 2 |   |   |   |   |   |   |   |   | 2 |
| 1 |   |   |   |   |   |   |   |   | 1 |
|   | a | b | c | d | e | f | g | h |   |

Die Fianchetto-Variante nach 3. … g7–g6
Die Fianchetto-Variante, auch Smyslow-Verteidigung in der Spanischen Partie, (ECO-Code: C60, nicht zu verwechseln mit der Smyslow-Variante) entsteht nach der Zugfolge:
1. e2–e4 e7–e5
2. Sg1–f3 Sb8–c6
3. Lf1–b5 g7–g6
Die Fianchetto-Variante ist ein ruhiges positionelles System, das gelegentlich von Wassili Smyslow und Boris Spasski gespielt wurde. Es wurde in den 1980er-Jahren populär, als gezeigt wurde, dass nach 4. c2–c3 a7–a6! Schwarz gutes Spiel hat. Später wurde jedoch herausgefunden, dass Weiß nach 4. d2–d4 e5xd4 5. Lc1–g5 Vorteil erlangt, so dass die Variante heute selten gespielt wird. Ein interessantes Gambit ist die Variante 4. d2–d4 e5xd4 5. c2–c3, die von Alexander Khalifman vorgeschlagen wurde.
Der vormalige Weltmeister, Magnus Carlsen, hat die Fianchetto-Variante mit Schwarz mehrfach mit Erfolg angewandt. So folgte z. B. in der Partie Karjakin-Carlsen (Tata Steel 2016) 3. … g7–g6 4. 0–0 Lf8–g7 5. c2–c3 a7–a6 6. Lb5–a4 d7–d6 7. d2–d4 Lc8–d7 8. Tf1–e1 Sg8–f6 9. d4–d5 Sc6–e7 10. La4xd7 Sf6xd7, und Schwarz erreichte in der Eröffnung mühelos Ausgleich; die Partie endete nach 31 Zügen remis.

### Cordel-Verteidigung
|   | a | b | c | d | e | f | g | h |   |
| 8 |   |   |   |   |   |   |   |   | 8 |
| 7 |   |   |   |   |   |   |   |   | 7 |
| 6 |   |   |   |   |   |   |   |   | 6 |
| 5 |   |   |   |   |   |   |   |   | 5 |
| 4 |   |   |   |   |   |   |   |   | 4 |
| 3 |   |   |   |   |   |   |   |   | 3 |
| 2 |   |   |   |   |   |   |   |   | 2 |
| 1 |   |   |   |   |   |   |   |   | 1 |
|   | a | b | c | d | e | f | g | h |   |

Die Cordel-Verteidigung nach 3. … Lf8–c5
Die Cordel-Verteidigung oder auch Klassische Verteidigung (ECO-Code: C64) beginnt mit den Zügen:
1. e2–e4 e7–e5
2. Sg1–f3 Sb8–c6
3. Lf1–b5 Lf8–c5
Die Cordel-Verteidigung ist möglicherweise die älteste Verteidigung in der Spanischen Partie und wird noch immer gespielt. Die häufigste weiße Antwort besteht in 4. c2–c3. Am stärksten ist dann 4. … Sg8–f6. Die Schliemann-Verteidigung 4. … f7–f5, die auch Cordel-Gambit genannt wird, führt hingegen zu scharfem Spiel, das aber von der Eröffnungstheorie als nachteilig für Schwarz angesehen wird. Der Umweg 3. Lf1–b5 Sg8–f6 4. 0–0 Lf8–c5 über die Berliner Verteidigung vermeidet Varianten mit 4. c2–c3.

### Bird-Verteidigung
Diese Fortsetzung wird durch den dritten schwarzen Zug 3. … Sc6–d4 eingeleitet.

## Selten gespielte Varianten

### Cozio-Variante
Die Cozio-Variante (ECO-Code: C60) entsteht nach den Zügen:
1. e2–e4 e7–e5
2. Sg1–f3 Sb8–c6
3. Lf1–b5 Sg8–e7
Die Cozio-Variante wird selten gespielt. Ihre Ideen ähneln der Fianchetto-Variante. Bent Larsen wandte sie mit Erfolg an.

### Alapin-Variante
Die Alapin-Variante, die nach 3. … Lf8–b4 entsteht, ist nach dem russischen Schachmeister Simon Sinowjewitsch Alapin (1856–1923) benannt. In seiner 1896 in St. Petersburg herausgegebenen Broschüre „Zur Theorie der Spanischen Partie“ untersucht Alapin unter anderem diese neue Idee, den Läufer auf ein eher ungewöhnliches Feld zu entwickeln: Ein zu fesselnder Springer auf c3, analog dem schwarzen auf c6, ist nicht vorhanden, und der Läufer kann außerdem sofort mit c2–c3 befragt werden, womit gleichzeitig der Zentrumsvorstoß d2–d4 vorbereitet wird. Alapins Hauptgedanke zeigt seine Wirkung erst einige Züge später; nach dem stärksten Zug 4. c2–c3 folgt
4. … Lb4–a5
5. 0–0 Sg8–e7, dieser Springerzug nach e7 statt nach f6 ist ein weiteres Merkmal dieses Abspiels, ein künftiger Bauernvorstoß e4–e5 geschähe nun ohne Tempogewinn.
6. d2–d4 e5xd4
7. c3xd4 d7–d5 (!, Alapin) nach dem Tausch auf d5 nimmt Schwarz mit der Dame zurück und hat gleichwertiges Spiel. Greift Weiß danach mit Sb1–c3 die Dame an, kann der Schwarze mit La5xc3 seine Zentralstellung behaupten.
Alapin selbst hat „seine“ Variante in zahlreichen Partien mit unterschiedlichem Erfolg angewandt, allein im „Kaiser-Jubiläums-Turnier“ in Wien 1898 in acht seiner Schwarzpartien. Etwa 50 Jahre später wurde mit 5. oder 6. Sb1–a3 eine anspruchsvollere Methode gegen den schwarzen Aufbau erprobt, die heute noch als aussichtsreich gilt. Mit nachfolgendem Sa3–c4 soll der Druck auf das Zentrum verstärkt und der La5 evtl. abgetauscht werden (Vorteil des Läuferpaares).

### Brentano-Variante
Der deutsche Philosoph und Psychologe Franz Brentano, ein Neffe der Schriftsteller Clemens Brentano und Bettina von Arnim, schlug den Zug 3. … g7–g5 vor. Brentano veröffentlichte im April-Mai-Heft 1900 in der Wiener Schachzeitung einen Artikel „Neue Vertheidigung der spanischen Partie“, in dem er in einer umfangreichen Analyse die Vorzüge dieser neuen Idee darstellte. In der Juni-Ausgabe 1900 der Deutschen Schachzeitung wird Brentanos Abhandlung von Johann Berger – einem der Herausgeber – stark kritisiert, indem er bereits in der ersten Hauptvariante zahlreiche Unzulänglichkeiten aufzeigt. Im Februar des darauf folgenden Jahres publizierte Brentano einen weiteren Artikel in der Wiener Schachzeitung.
In den in Schachdatenbanken enthaltenen Meisterpartien um die Jahrhundertwende findet sich nur eine Partie von 1904, in der Carl Schlechter – neben Berger damals der zweite Herausgeber der Deutschen Schachzeitung – in einem Wettkampf gegen Richard Teichmann Brentanos Zug anwendete. Die Partie endete nach 25 Zügen mit einem Remis.
Die prinzipielle weiße Fortsetzung gegen den Flügelangriff besteht nun in dem Zentrumsvorstoß 4. d2–d4, womit der Bauer g5 ein zweites Mal angegriffen wird. Brentano schlägt nun 4. … Sc6xd4 vor (nach 4. … e5xd4  5. Lc1xg5 f7–f6 6. Lg5–f4 steht Weiß aufgrund des Entwicklungsvorsprungs und der schlechten schwarzen Königsstellung klar besser). Nach 5. Sf3xd4 e5xd4 6. Dd1xd4 Dd8–f6 7. e4–e5 (Teichmann zog hier schwächer Lc1–e3) steht Weiß wiederum besser.